# AMD Mobile Sempron
Mobile Sempron ist ein Markenname für Notebookprozessoren von AMD. Die Bezeichnung wird seit Einführung der K8-Architektur 2005 für Singlecore-CPUs im untersten Preissegment verwendet.
Der Mobile Sempron wird analog zu den Modellen der Athlon- oder Turion-Familie weiterentwickelt, dies schlägt sich jedoch nicht in der Modellbezeichnung nieder. In der Anfangszeit wurden analog zum AMD Sempron für den Desktop reine 32-Bit-Prozessoren unter diesem Namen verkauft, inzwischen wurde aber der Athlon-64-Singlecore komplett ersetzt.
Seit Anfang 2009 werden unter dem Namen Sempron neben den klassischen Billigprozessoren auch sehr sparsame Modelle mit einer Stromaufnahme von 8 bis 15 W angeboten.

## Modelldaten Sockel 754
Alle Prozessoren für den Sockel 754 besitzen einen Speichercontroller mit einem Kanal (72 Bit, Single-Channel-Betrieb) für DDR-SDRAM.

### Desktop-Replacement

#### Georgetown
Revision D0
- L1-Cache: 64 + 64 kB (Daten + Instruktionen)
- L2-Cache: 128 kB oder 256 kB mit Prozessortakt
- MMX, Extended 3DNow!, SSE, SSE2, PowerNow!, NX-Bit
- Sockel 754, HyperTransport mit 800 MHz (HT1600)
- Betriebsspannung (VCore): 1,40 V
- Leistungsaufnahme (TDP): 62 W
- Erscheinungsdatum:
- Fertigungstechnik: 90 nm (SOI)
- Die-Größe:
- Taktraten: 1600–2000 MHz
  - 2700+: 1600 MHz (128 kB L2-Cache)
  - 2800+: 1600 MHz (256 kB L2-Cache)
  - 3000+: 1800 MHz (128 kB L2-Cache)
  - 3100+: 1800 MHz (256 kB L2-Cache)
  - 3300+: 2000 MHz (128 kB L2-Cache)

#### Albany
Revision E6
- L1-Cache: 64 + 64 kB (Daten + Instruktionen)
- L2-Cache: 128 kB oder 256 kB mit Prozessortakt
- MMX, Extended 3DNow!, SSE, SSE2, SSE3, PowerNow!, NX-Bit
- Sockel 754, HyperTransport mit 800 MHz (HT1600)
- Betriebsspannung (VCore): 1,40 V
- Leistungsaufnahme (TDP): 62 W
- Erscheinungsdatum: Juli 2005
- Fertigungstechnik: 90 nm (SOI)
- Die-Größe:
- Taktraten: 1800–2000 MHz
  - 3000+: 1800 MHz (128 kB L2-Cache)
  - 3100+: 1800 MHz (256 kB L2-Cache)
  - 3300+: 2000 MHz (128 kB L2-Cache)
  - 3400+: 2000 MHz (256 kB L2-Cache)

### Low-Voltage

#### Dublin
Revision CG
- L1-Cache: 64 + 64 kB (Daten + Instruktionen)
- L2-Cache: 128 kB oder 256 kB mit Prozessortakt
- MMX, Extended 3DNow!, SSE, SSE2, PowerNow!, NX-Bit
- Sockel 754, HyperTransport mit 800 MHz (HT1600)
- Betriebsspannung (VCore): 1,20 V
- Leistungsaufnahme (TDP): 25 W
- Erscheinungsdatum: Februar 2005
- Fertigungstechnik: 130 nm (SOI)
- Die-Größe:
- Taktraten: 1600–1800 MHz
  - 2600+: 1600 MHz (128 kB L2-Cache)
  - 2800+: 1600 MHz (256 kB L2-Cache)
  - 3000+: 1800 MHz (256 kB L2-Cache)

#### Sonora

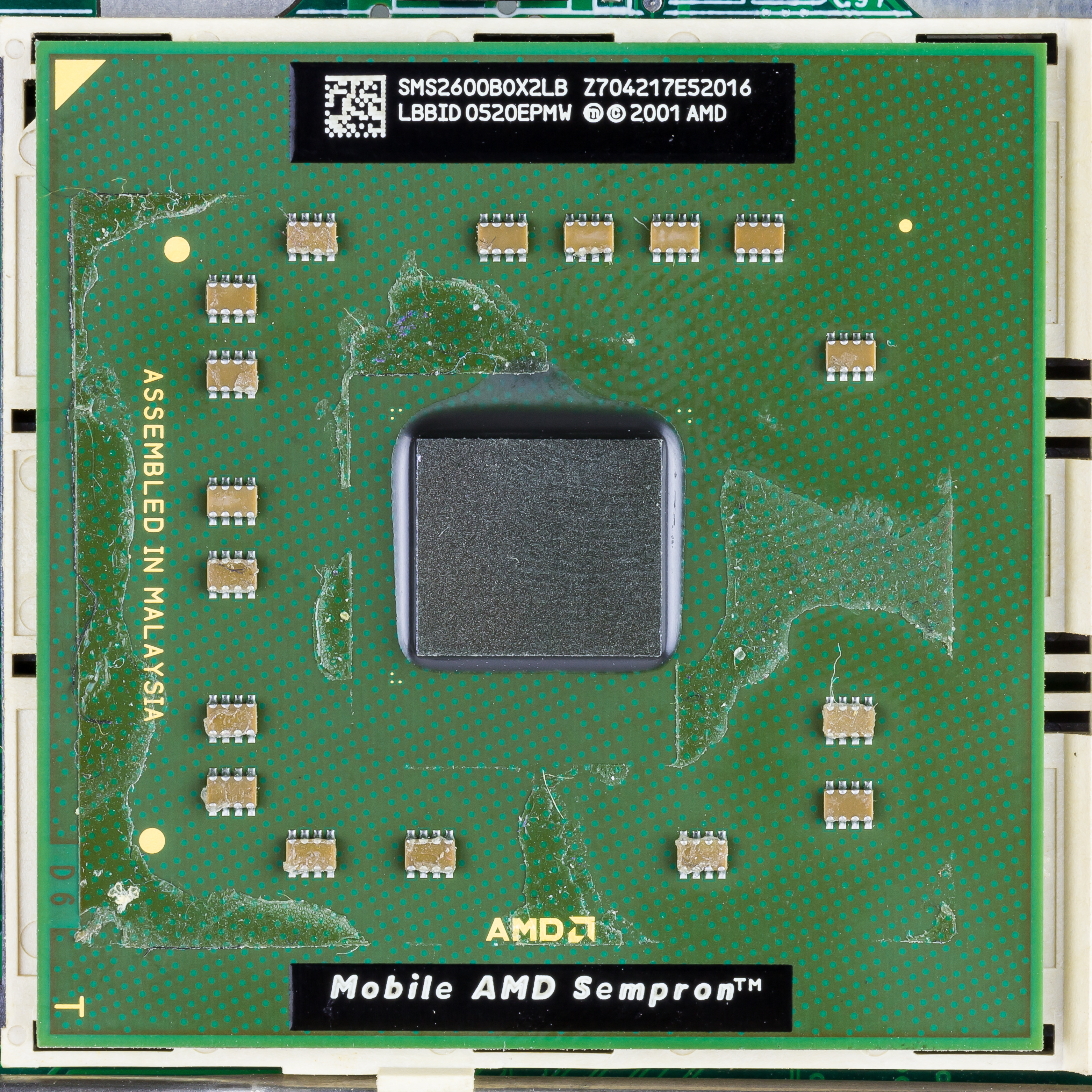
Mobile Sempron 2600+ (Rev. D0)

Revision D0
- L1-Cache: 64 + 64 kB (Daten + Instruktionen)
- L2-Cache: 128 kB oder 256 kB mit Prozessortakt
- MMX, Extended 3DNow!, SSE, SSE2, PowerNow!, NX-Bit
- Sockel 754, HyperTransport mit 800 MHz (HT1600)
- Betriebsspannung (VCore): 1,20 V
- Leistungsaufnahme (TDP): 25 W
- Erscheinungsdatum:
- Fertigungstechnik: 90 nm (SOI)
- Die-Größe:
- Taktraten: 1600–1800 MHz
  - 2600+: 1600 MHz (128 kB L2-Cache)
  - 2800+: 1600 MHz (256 kB L2-Cache)
  - 3000+: 1800 MHz (128 kB L2-Cache)
  - 3100+: 1800 MHz (256 kB L2-Cache)

#### Roma

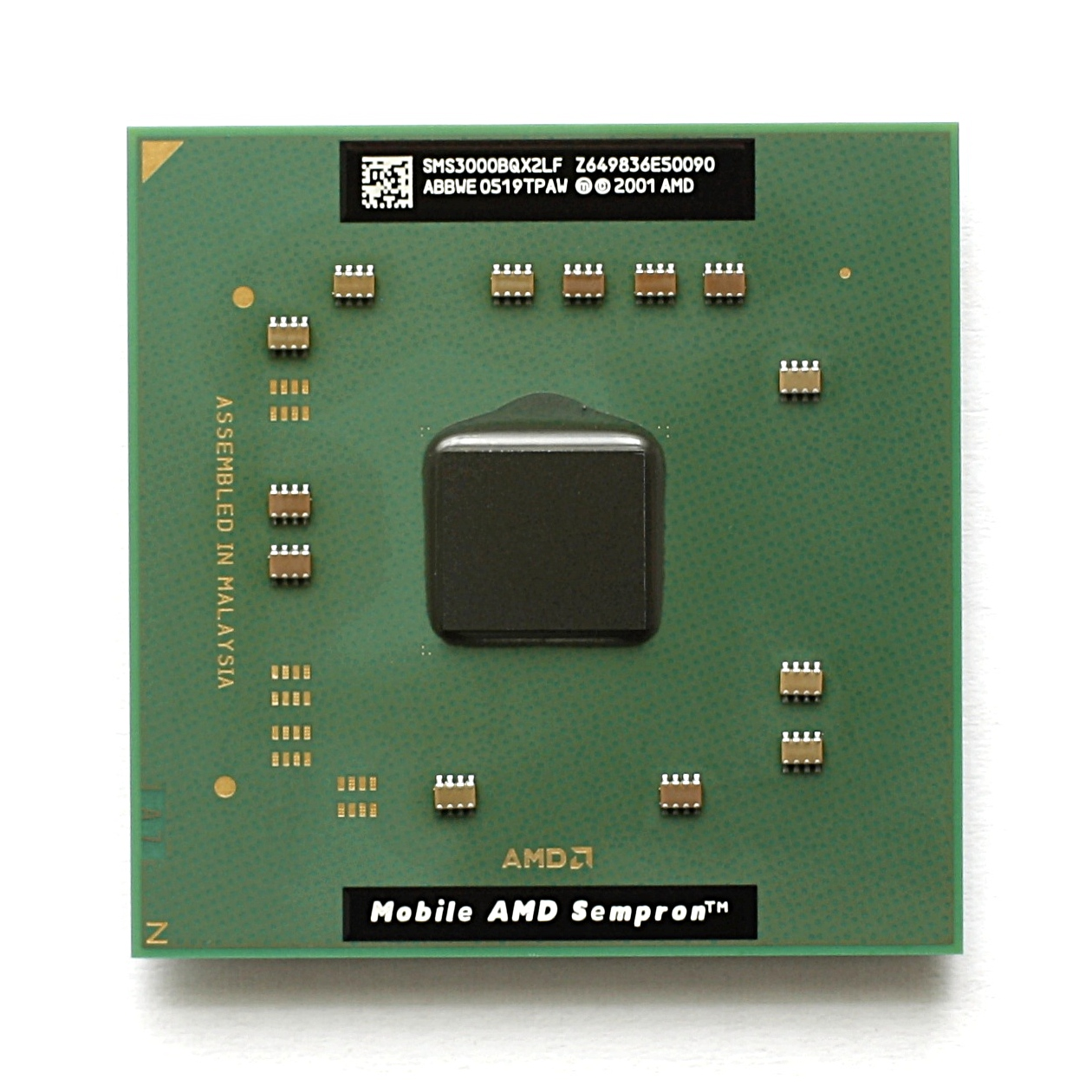
AMD Mobile Sempron 3000+.

Revision E6
- L1-Cache: 64 + 64 kB (Daten + Instruktionen)
- L2-Cache: 128 kB oder 256 kB mit Prozessortakt
- MMX, Extended 3DNow!, SSE, SSE2, SSE3, PowerNow!, NX-Bit
- Sockel 754, HyperTransport mit 800 MHz (HT1600)
- Betriebsspannung (VCore): 1,20 V
- Leistungsaufnahme (TDP): 25 W
- Erscheinungsdatum: Juli 2005
- Fertigungstechnik: 90 nm (SOI)
- Die-Größe:
- Taktraten: 1800–2000 MHz
  - 3000+: 1800 MHz (128 kB L2-Cache)
  - 3100+: 1800 MHz (256 kB L2-Cache)
  - 3300+: 2000 MHz (128 kB L2-Cache)
  - 3400+: 2000 MHz (256 kB L2-Cache) (Erscheinungsdatum: Mai 2006)

## Modelldaten Sockel S1
Alle Prozessoren für den Sockel S1 besitzen einen Speichercontroller mit zwei Kanälen (128 Bit, Dual-Channel-Betrieb) für DDR2-SDRAM.

### Richmond
Revision F2
- L1-Cache: 64 + 64 kB (Daten + Instruktionen)
- L2-Cache: 256 kB mit Prozessortakt
- MMX, Extended 3DNow!, SSE, SSE2, SSE3, AMD64, Cool’n’Quiet, NX-Bit
- Sockel S1, HyperTransport mit 800 MHz (HT1600)
- Betriebsspannung (VCore):
- Leistungsaufnahme (TDP): 25 Watt
- Erscheinungsdatum: 17. Mai 2006
- Fertigungstechnik: 90 nm (SOI)
- Die-Größe: 103 mm² bei 81,1 Millionen Transistoren
- Taktraten: 1800–2200 MHz
  - 3400+: 1800 MHz
  - 3600+: 2000 MHz
  - 3800+: 2200 MHz (31 Watt TDP)

### Keene
Revision F2
- L1-Cache: 64 + 64 kB (Daten + Instruktionen)
- L2-Cache: 512 kB mit Prozessortakt
- MMX, Extended 3DNow!, SSE, SSE2, SSE3, AMD64, Cool’n’Quiet, NX-Bit
- Sockel S1, HyperTransport mit 800 MHz (HT1600)
- Betriebsspannung (VCore): 1,175 V (0,950 V im gedrosselten Modus bei 800 MHz)
- Leistungsaufnahme (TDP): 25 W
- Erscheinungsdatum: 17. Mai 2006
- Fertigungstechnik: 90 nm (SOI)
- Die-Größe: 103 mm² bei 81,1 Millionen Transistoren
- Taktraten: 1600–1800 MHz
  - 3200+: 1600 MHz
  - 3500+: 1800 MHz

### Sherman
Revision G2
- L1-Cache: 64 + 64 kB (Daten + Instruktionen)
- L2-Cache: 256 oder 512 kB mit Prozessortakt
- MMX, Extended 3DNow!, SSE, SSE2, SSE3, AMD64, Cool’n’Quiet, NX-Bit
- Sockel S1, HyperTransport mit 800 MHz (HT1600)
- Betriebsspannung (VCore):
- Leistungsaufnahme (TDP): 25–31 W
- Erscheinungsdatum: 2007
- Fertigungstechnik: 65 nm (SOI)
- Die-Größe:
- Taktraten: 2000–2200 MHz
  - 25 W TDP:
    - 3600+: 2000 MHz (256 kB L2-Cache)
    - 3700+: 2000 MHz (512 kB L2-Cache)

  - 31 W TDP:
    - 3800+: 2200 MHz (256 kB L2-Cache)
    - 4000+: 2200 MHz (512 kB L2-Cache)

#### Sable
- Alle Modelle (65 nm): MMX, SSE, SSE2, SSE3, Enhanced 3DNow!, NX-Bit, AMD64, PowerNow!, AMD-V

| Modellnummer  | Frequenz | L2-Cache | HT       | Multiplier | Kernspannung | TDP  | Sockel    | Veröffentlichungsdatum | Order Part Number |
| ------------- | -------- | -------- | -------- | ---------- | ------------ | ---- | --------- | ---------------------- | ----------------- |
| Sempron SI-44 |          | 512 KiB  | 3600 MHz |            |              |      |           | Q4 2008                |                   |
| Sempron SI-42 | 2100 MHz | 512 KiB  | 3600 MHz |            |              |      |           | Q3 2008                |                   |
| Sempron SI-40 | 2000 MHz | 512 KiB  | 3600 MHz | 10x        |              | 25 W | Socket S1 | Juni 4, 2008           | SMSI40SAM12GG     |

#### Huron
- Alle Modelle (65 nm, Low power): MMX, SSE, SSE2, SSE3, Enhanced 3DNow!, NX-Bit, AMD64, PowerNow!

| Modellnummer                                   | Frequenz | L2-Cache | HT       | Multiplier | Kernspannung | TDP  | Chipgehäuse/Sockel | Veröffentlichungsdatum | Order Part Number |
| ---------------------------------------------- | -------- | -------- | -------- | ---------- | ------------ | ---- | ------------------ | ---------------------- | ----------------- |
| Sempron for Ultra-thin notebooks/ Sempron 200U | 1000 MHz | 256 KiB  | 1600 MHz | 5x         |              | 8 W  | ASB1               | 8. Januar, 2009        | SMF200UOAX3DV     |
| Sempron 210U                                   | 1500 MHz | 256 KiB  | 1600 MHz | 7,5x       |              | 15 W | BGA                | 8. Januar, 2009        | SMG210UOAX3DX     |